# Delosperma lavisiae
Delosperma lavisiae es una especie de planta suculenta perteneciente a la familia de las aizoáceas. Es nativa de Sudáfrica.

## Descripción
Es una pequeña planta suculenta perennifolia que alcanza un tamaño de 9 cm de altura a una altitud de 730 - 3415  metros en Sudáfrica y Lesoto.

## Taxonomía
Delosperma lavisiae fue descrita por Harriet Margaret Louisa Bolus y publicado en Journal of Botany, British and Foreign 66: 11. 1928.
Etimología
Delosperma: nombre genérico que deriva de las palabras griegas: delos = "abierto" y sperma = "semilla"  donde hace referencia al hecho de que las semillas son visibles en las cápsulas abiertas.
lavisiae: epíteto